# Real Forte dei Marmi-Querceta
L'U.S.D. Real Forte dei Marmi-Querceta è una società calcistica italiana con sede nella città di Forte dei Marmi, in provincia di Lucca.
La squadra è nata nel 2012 dalla fusione tra la precedente Unione Sportiva Forte dei Marmi, la cui storia partiva dal 1908, e il Querceta Calcio. Il Forte dei Marmi, con oltre cento anni di storia alle spalle, era stato protagonista di cinque partecipazioni al campionato di Serie C negli anni quaranta.
Il Real Forte Querceta milita attualmente in Serie D e i colori sociali della formazione sono il bianco, il nero e l'azzurro.

## Storia
La società è nata nel 1908 e ha partecipato a quattro campionati di Serie C, l'ultimo dei quali nella stagione 1947-1948.
Nel 1970 ottenne la promozione in Serie D, disputando poi tale campionato per due stagioni. Nel 1973, dopo un solo anno di Promozione, fu nuovamente promosso in Serie D, restandoci solo una stagione.
Dopo oltre tre decenni di campionati dilettantistici regionali (Prima Categoria, Promozione ed Eccellenza), ritornò in Serie D nel 2006, restandoci solo una stagione. Da allora il Forte milita in Eccellenza Toscana, restandoci fino al termine della stagione 2010-2011, quando dopo essere giunto al terz'ultimo posto in classifica, è retrocesso in Promozione tramite i play-out. Nella Promozione Toscana 2011-2012 arriva all'ultimo posto nel girone A e quindi scende in Prima Categoria, ottenendo la seconda retrocessione consecutiva.
Pochi mesi dopo, nell'estate 2012, però la società nerazzurra si è unita con la squadra della vicina località di Querceta dando vita all'Unione Sportiva Dilettantistica Real Forte Querceta, continuando così a partecipare alla Promozione Toscana 2012-2013.

## Palmarès

### Competizioni regionali
- Promozione: 1

1969-1970
- Eccellenza: 1

2015-2016 (girone A)